# Calyptranthes karwinskyana
Calyptranthes karwinskyana är en myrtenväxtart som beskrevs av Otto Karl Berg. Calyptranthes karwinskyana ingår i släktet Calyptranthes och familjen myrtenväxter. Inga underarter finns listade i Catalogue of Life.